# Dermaleipa saalmulleri
Dermaleipa saalmulleri är en fjärilsart som beskrevs av Paul Mabille 1879. Dermaleipa saalmulleri ingår i släktet Dermaleipa och familjen nattflyn. Inga underarter finns listade i Catalogue of Life.